# Socket 370

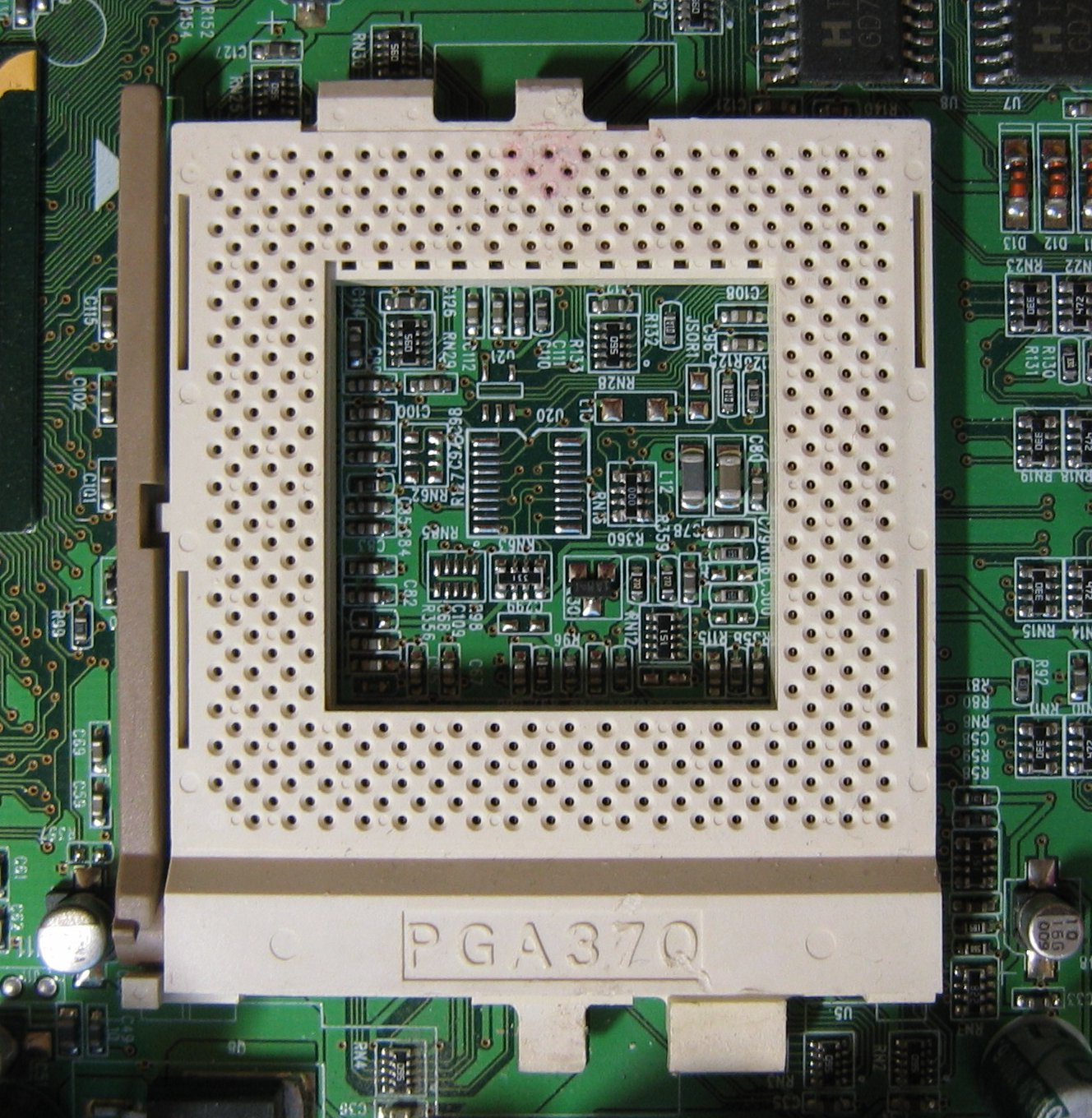
Socket 370 processzorfoglalat

A Socket 370 egy processzorfoglalat, amelyet először a Pentium III és Celeron processzorok alatt használtak az elöregedő Slot 1 leváltására. Manapság beágyazott rendszerekben és Mini-ITX alaplapokon találhatunk Socket 370-es processzorokat.
A Socket 370 eredetileg a Celeron processzorok alá készült, de később a Coppermine- és Tualatin-magos Pentium III processzorok és a Cyrix III (későbbi VIA C3) platformjává vált. A Socket 370 támogatta a többprocesszoros működést, így készültek kétfoglalatos alaplapok is, illetve olyanok is, amelyeken volt Socket 370 és Slot 1 foglalat is (ez esetben csak az egyik foglalatot lehetett egyszerre használni).
A Socket 370-re erősített hűtők tömege nem haladhatja meg a 180 grammot, ellenkező esetben sérülést okozhatnak a processzormagnak.
A foglalat nem tűnt el teljesen, amikor leállították a Pentium III és Pentium III alapú Celeronok forgalmazását, a VIA még mindig gyárt bele processzorokat, de kezdenek átállni a ball grid array érintkezőmátrixos, felületre szerelhető tokozásra.
A Socket 370 370 tűs ZIF PGA foglalat, mely fogadja az Intel Celeron (PPGA, 300–533 MHz), Intel Celeron Coppermine (FC-PGA, 533–1200 MHz), Intel Celeron Tualatin (FC-PGA2, 900–1400 MHz), Intel Pentium III Coppermine (FC-PGA, 500–1133 MHz), Intel Pentium III Tualatin (FC-PGA2, 1000–1400 MHz) és VIA Cyrix III/C3 (500–1200 MHz) processzorokat.

## Socket 370 támogatású chipsetek

### Intel

#### i440/450 chipset-család
- i440BX/EX/FX/GX/LX/MX/MX-100/ZX, i450GX/KX/NX

#### i8XX chipset series
- i810/E/E2/L, i815/E/EG/EP/G/P, i820E, i840

### VIA
- Apollo/Apollo Pro/Apollo Pro+
- PRO133/PRO133A/Pro133T/PM133/PN133/PN133T/PL133/PL133T/PLE133/PLE133T
- Pro266/PM266/Pro266T/PM266T
- CLE266/CN400

### ALi
- Aladdin Pro/ProII/TNT2/Pro 4/Pro 5/Pro 5T

### ATi
- S1-370-TL

### OPTi
- Discovery

### SiS
- SiS 5600
- SiS 620, SiS 630/E/ET/S/ST, SiS 633/T, SiS 635/T

### ULi
- M1644T